# NGC 622
NGC 622 è una vasta galassia a spirale barrata situata nella costellazione della Balena, a una distanza di circa 234 milioni di anni luce dalla nostra Via Lattea.

## Scoperta
NGC 622 è stata scoperta il 9 ottobre 1785 dall'astronomo britannico di origine tedesca William Herschel.

## Descrizione
NGC 622 ha una classe di luminosità II e presenta una larga riga a 21 cm dell'idrogeno neutro. Al suo interno è in corso un'intensa attività di formazione stellare. Viene considerata una galassia di campo, in quanto nei suoi dintorni non sono presenti ammassi o gruppi di galassie ed è pertanto gravitazionalmente isolata.
Il suo nucleo è molto brillante nell'ultravioletto ed è iscritta nel Catalogo di Markarian con il codice Mrk 571 (MK 571).